# 四屯镇
四屯镇，是中华人民共和国陕西省西安市周至縣下辖的一个乡镇级行政单位。
2015年，陕西省民政厅批复同意撤销侯家村镇，并入四屯镇。

## 行政区划
四屯镇下辖以下地区：
新联村、苏村、望城村、上三屯村、东阳化村、南辛庄村、北辛庄村、曙兴村、下三屯村、新亚村、联二村、联三村、五泉村、东风村、中旺村、朱家查村、中二屯村、来家村、清河村、二龙村、渭洲村、渭永村和下候家村。